# Chiesa di San Pietro in Vinculis (Roè Volciano)
La chiesa di San Pietro in Vinculis è la parrocchiale di Roè, frazione-capoluogo del comune sparso di Roè Volciano, in provincia e diocesi di Brescia; fa parte della zona pastorale del Garda.

## Storia
L'originaria cappella fu fondata in epoca altomedievale forse da qualche nobile longobardo e dai monaci del monastero di San Pietro di Serle; dipendeva dalla pieve di Salò, dalla quale riuscì ad affrancarsi, dopo lunghe richieste, tra i secoli XIV e XV.

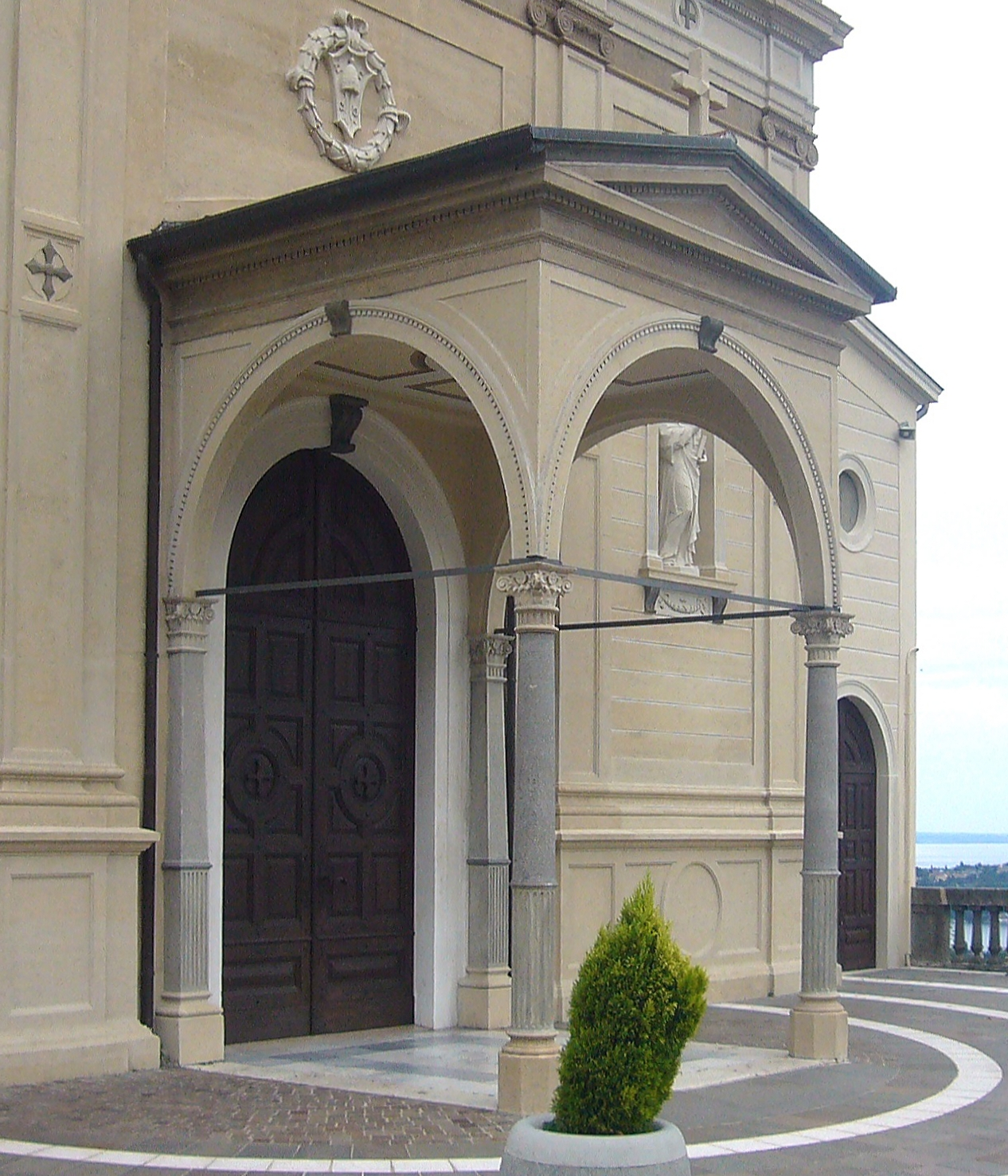
Il protiro

All'inizio del Cinquecento venne edificato un nuovo luogo di culto, che fu poi consacrato il 23 ottobre 1523 dal vescovo di Brescia Paolo Zane, mentre tra il 1525 e il 1540 si procedette alla realizzazione del campanile; la chiesa è poi citata nel Catalogo queriniano del 1532.
Alla fine del XVIII secolo la vecchia parrocchiale a tre navate era fatiscente e versava in pessimo stato, cosicché si decise di demolirla per far sorgere al suo posto la nuova chiesa, la quale venne poi portata a compimento nella prima metà dell'Ottocento.
Tra il 1915 e il 1917 si provvide a rifinire e a risistemare l'abside e il coro ad opera dell'impresa Lazzari di Sopraponte, mentre nel 1933 venne realizzata la facciata si disegno dell'architetto Bernardino Serri.
In seguito ai bombardamenti della seconda guerra mondiale si resero necessari la ricostruzione della volta, il ripristino dell'organo e il rifacimento delle vetrate.
Il 14 aprile 1989, secondo quanto stabilito dal Direttorio diocesano per le zone pastorali, la chiesa passò dalla vicaria di Vobarno, contestualmente soppressa, alla zona pastorale del Garda.
Nel 2004 la chiesa venne adeguata alle norme postconciliari, ma nel medesimo anno subì a causa di un evento sismico alcuni danni che furono poi sanati tra il 2006 e il 2009.

## Descrizione

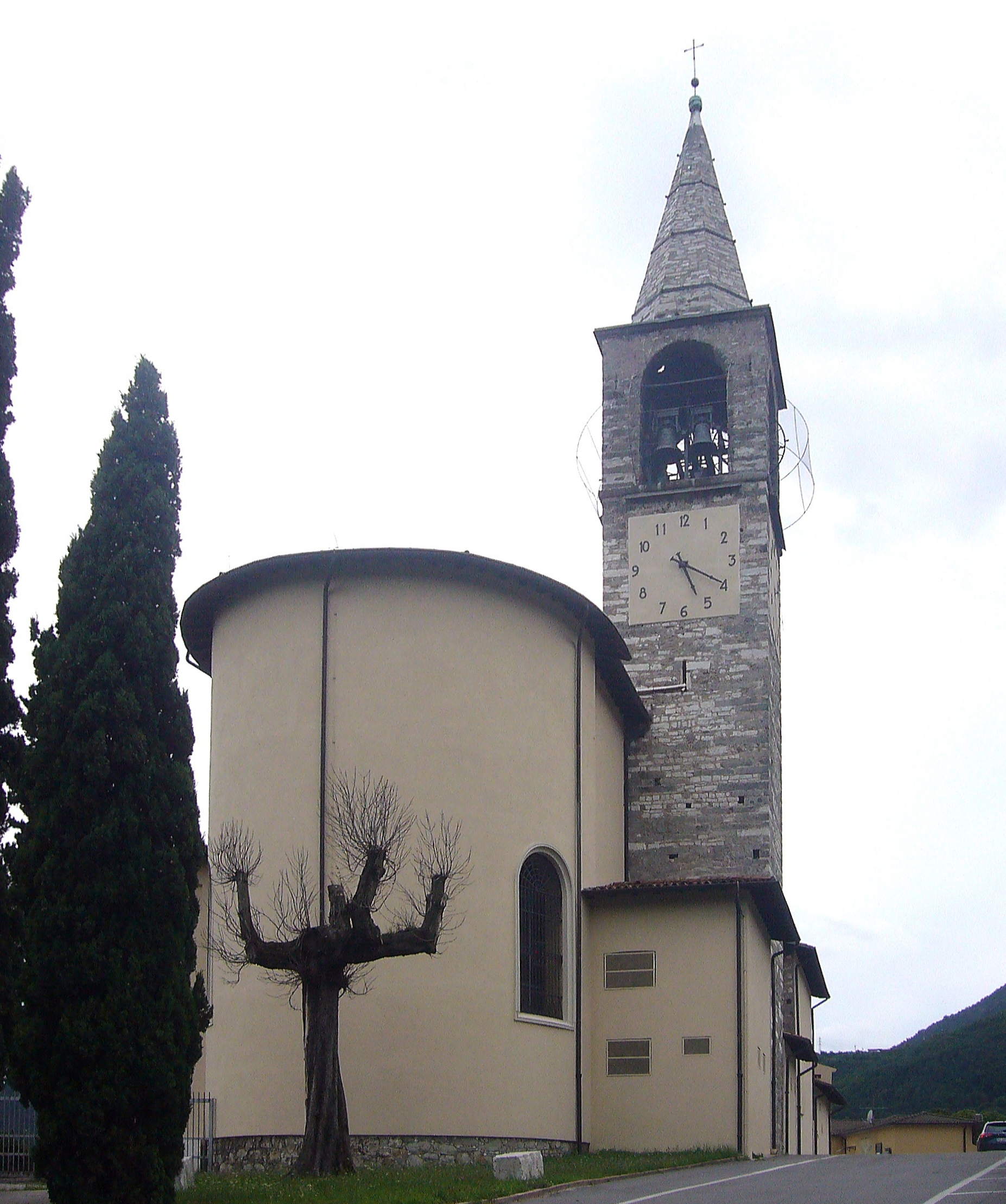
L'abside e il campanile

### Esterno
La simmetrica facciata a capanna della chiesa, rivolta a occidente, è suddivisa da una cornice marcapiano modanata in due registri, entrambi tripartiti da quattro lesene: quello inferiore presenta il portale d'ingresso, protetto dal protiro, e due nicchie con statue, mentre quello superiore è caratterizzato dal rosone e da loggette e coronato dal frontone dentellato di forma triangolare, che è sormontato da acroteri.
Annesso alla parrocchiale è il campanile in pietra a base quadrata, la cui cella presenta su ogni lato una monofora ed è coronata dalla guglia piramidale.

### Interno
L'interno dell'edificio si compone di un'unica navata, sulla quale si affacciano le cappelle laterali introdotte da archi a tutto sesto e le cui pareti sono scandite da lesene sorreggenti la trabeazione modanata e aggettante sopra la quale si imposta la volta a botte lunettata; al termine dell'aula si sviluppa il presbiterio, rialzato di alcuni gradini e chiuso dall'abside di forma semicircolare.
Qui sono conservate diverse opere di pregio, tra le quali la pala raffigurante la Madonna col Bambino assieme ai Santi Pietro e Paolo e alle Sante Caterina e Lucia, eseguita da Zenone Veronese, i quindici quadretti dei Misteri del Rosario, la tela con soggetto il Battesimo di Gesù, di autore ignoto, la pala che rappresenta i Santi Mauro e Antonio assieme alla Madonna, dipinta nel 1637 da Nicolò Serena, e la Via Crucis, realizzata da Andrea Cattori.